# Palais de Shirbudun
 (décembre 2023).
Le palais de Shirbudun (ouzbek : Shirbudun saroyi) est un complexe de palais situé à Boukhara, en Ouzbékistan, qui a servi de centre politique des émirs de Boukhara. La construction du palais a débuté vers 1870, sous le règne de Muzaffar bin Nasrullah (1860-1885), dans l'émirat de Boukhara,. Dans les années 1870, sous la direction de l'architecte Abdurasul et du plâtrier Rahim Hayotov, le complexe du palais, comprenant le palais lui-même, une salle de réception, une piscine, une mosquée et d'autres bâtiments, a été construit à Shirbudun,. L'aspect extérieur du palais reflète des caractéristiques architecturales de l'Iran et de l'Europe. Sous le règne de l'émir Abd al-Ahad Khan, plusieurs chambres et de belles salles ont été ajoutées au palais.

## Histoire

Palais Shirbudun perdu à Boukhara. Résidence des derniers émirs de Boukhara.

Le palais de Shirbudun a été construit pendant le règne de Muzaffar bin Nasrullah (1860-1885) et de l'émir Abd al-Ahad Khan (1885-1910) dans l'émirat de Boukhara,. Dans les années 1870, sous la direction du plâtrier Rahim Hayotov, de l'architecte Abdurasul et d'autres, divers bâtiments ont été érigés à Shirbudun, dont le palais, une mosquée et une salle de réception. L'aspect extérieur du palais présente des caractéristiques architecturales d'Europe et d'Iran,. Selon les archives d'Ole Olufsen, Shirbudun était situé à environ 3 verstes (1 verste équivaut à 1,066 km) de la route de Yangi Bukhara, entouré d'un haut mur.
Muzaffar bin Nasrullah utilisait le palais pour recevoir des ambassadeurs étrangers et des invités influents, en plus d'organiser des festivités publiques, des mariages et divers événements. Lors de ces festivités, jusqu'à 500 tentes étaient dressées à Shirbudun, comme enregistré dans le journal « Tarjimon » le 22 avril 1897,. Le palais était fier de ses meubles de style européen et de ses luminaires ornés. Les activités de construction ont continué dans cette région pendant le règne des dirigeants suivants, y compris l'émir Abdulahadxon, qui a ajouté une élégante salle et plusieurs chambres de palais au complexe.
Au cours des années d'indépendance, le bâtiment est devenu la propriété du ministère de l'Agriculture de la République soviétique populaire de Boukhara de 1920 à 1924. Dans les années 1960, dans ses limites, le bâtiment a servi de siège à l'approvisionnement en eau régional de Boukhara, et à l'heure actuelle, il continue de fonctionner activement en tant que centre communautaire. Le complexe de Shirbudun, financé par les émirs de Boukhara, a acquis une importance sociale, économique, politique et culturelle significative en son temps.

## Toponymie
Shirbudun - prononcé Sherbadan ou Sherbudin - ces mots ont des significations distinctes. Par exemple, tandis que le mot « Shirbadan » en persan et en tadjik signifie « Shir » (lait) et « badan » (corps), le terme « Shirbudun »  renvoie aux significations liées au peuple ou à la tribu « Shir ». « Shir », « sir » et « chir » sont des noms utilisés par les anciens peuples turcs. Le terme « Sir budun », signifiant « tribu de Sir » ou « peuple de Sir », est mentionné dans le mémorial de Kultegin (732 ap. J.C.). Par conséquent, le nom « Shirbudun » pour le village situé à l'est de Boukhara conserve le terme « budun » en tant que partie de son toponyme, indiquant son affiliation avec la période historique mentionnée (c'est-à-dire les 10e et 11e siècles) lorsque la tribu « Shir » (Sir, Chir) s'est installée dans l'un des quartiers de Boukhara. Dans de nombreux cas, la population vivant dans ce village était désignée « urug » (tribu, peuple) à cette époque. Le terme « Shirbudun" est généralement prononcé de la manière « Sherbudin » à l'époque moderne, probablement en raison de la présence du complexe commercial de Sherbudin dans la région. En 2007, les résidents du quartier ont adopté le nom « Shirbudun » pour leur communauté lors d'une réunion locale.

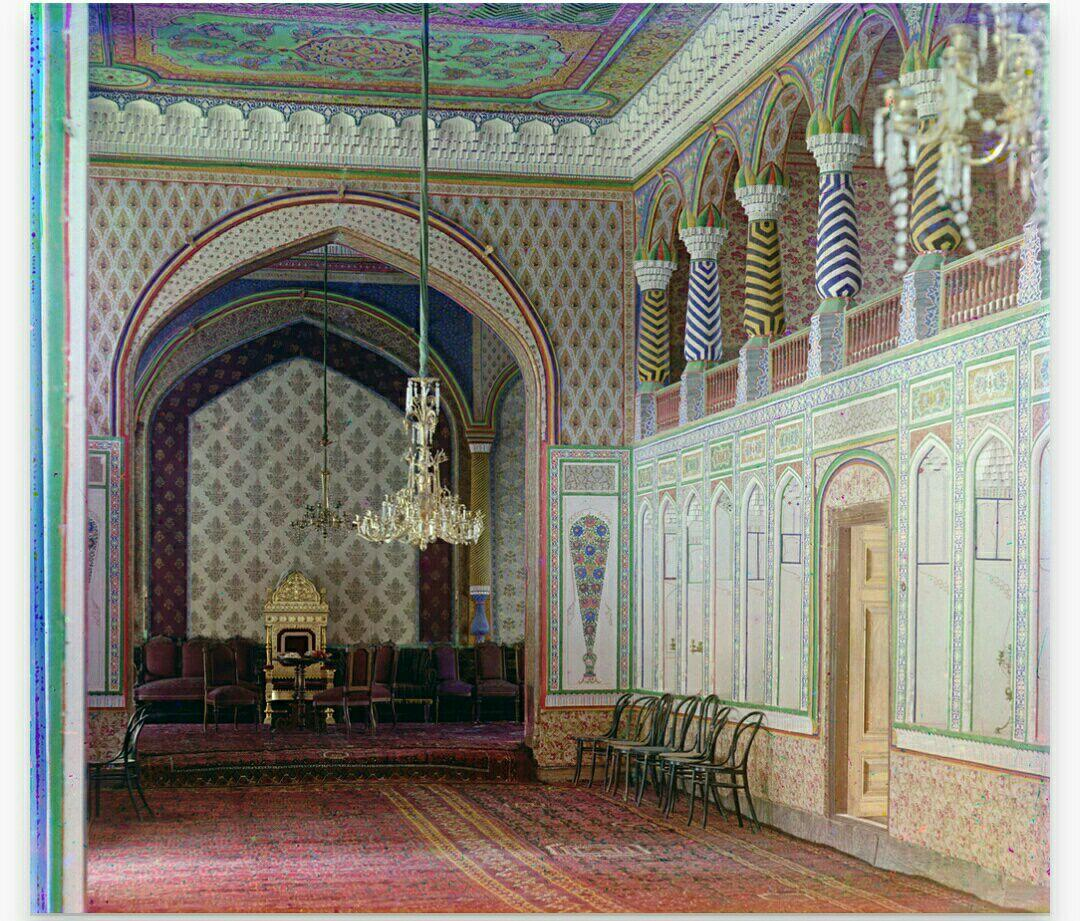
Palais Shirbudun perdu à Boukhara. Résidence des derniers émirs de Boukhara.

## Architecture
Les murs du palais mesurent 10 mètres de hauteur et ont la forme d'un croissant de lune. Contrairement à d'autres palais, il possède des dômes uniques et est orné de divers arbres fruitiers, de fleurs et de buissons de roses parfumées. Certaines parties du palais sont construites en briques, tandis que d'autres sont faites d'argile et recouvertes d'un enduit doré. Le palais de Shirbudun se compose de plusieurs petites pièces construites dans différents styles architecturaux arabes-persans. Certaines pièces sont ornées de motifs décoratifs sur les murs. Les dessins à l'intérieur des médaillons sur les murs mélangent des influences orientales et occidentales. Il y a aussi une salle décorée d'une hauteur de 4 archines (1 archine équivaut à 0,711 mètre), avec des murs ornés de sculptures complexes. Le dôme central de la salle est décoré dans le style arabe avec un enduit doré et des sculptures détaillées.
Dans la cour du palais, il y a une grande piscine en marbre blanc et un emplacement pour une fontaine. Le palais dispose d'une salle de réception, magnifiquement décorée et meublée, avec des balcons et des corniches en argile. Le minbar dans la salle est orné du trône de l'empereur, un cadeau de l'empereur russe. Les piliers sont ornés de filigranes finement sculptés. Derrière la salle de réception, il y a des étages supérieurs avec des colonnes en marbre et des sculptures ornées. Le palais comprend différentes pièces ornées de différents types de tissus et de rideaux en argile. Des chambres de style Gumbaz, des bains, des fontaines et des jardins sont également présents dans l'ensemble du complexe du palais.

## Galerie

Galerie
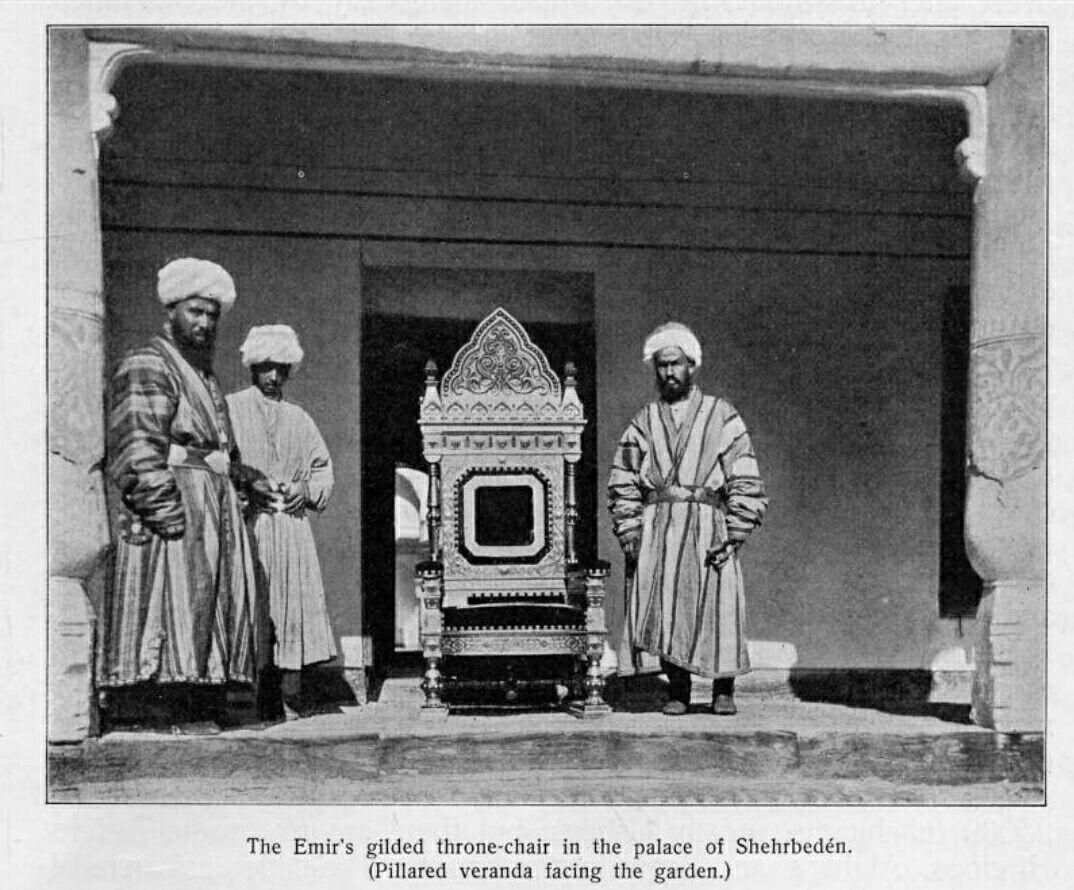
Palais Shirbudun perdu à Boukhara. Résidence des derniers émirs de Boukhara.
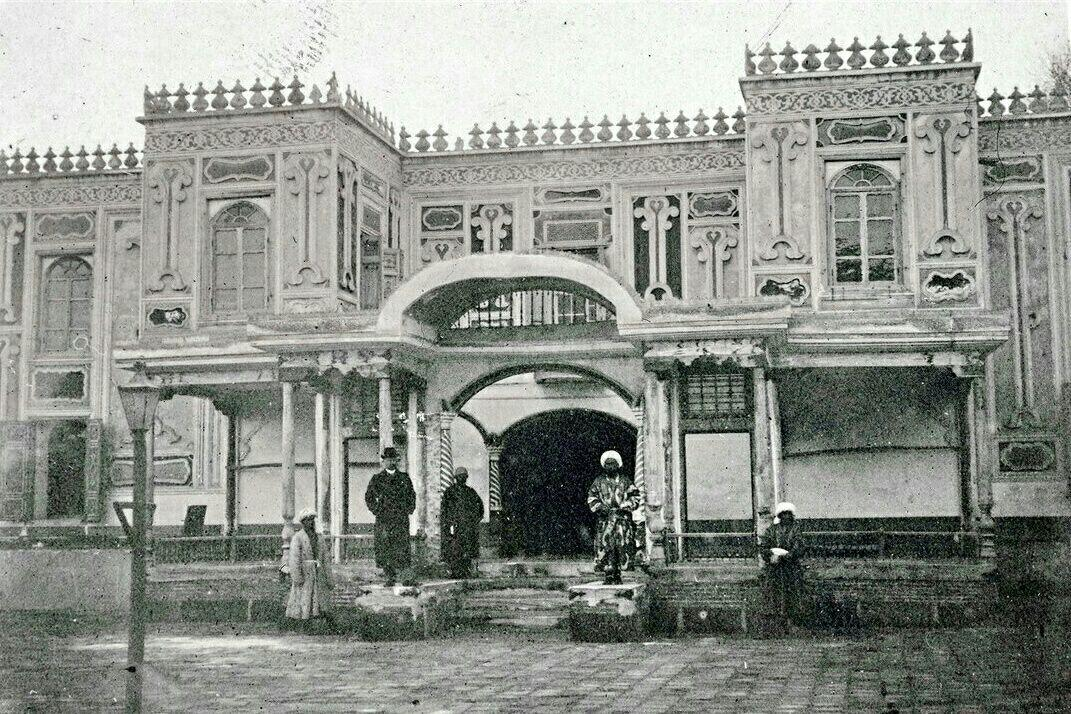
Palais de Shirbudun
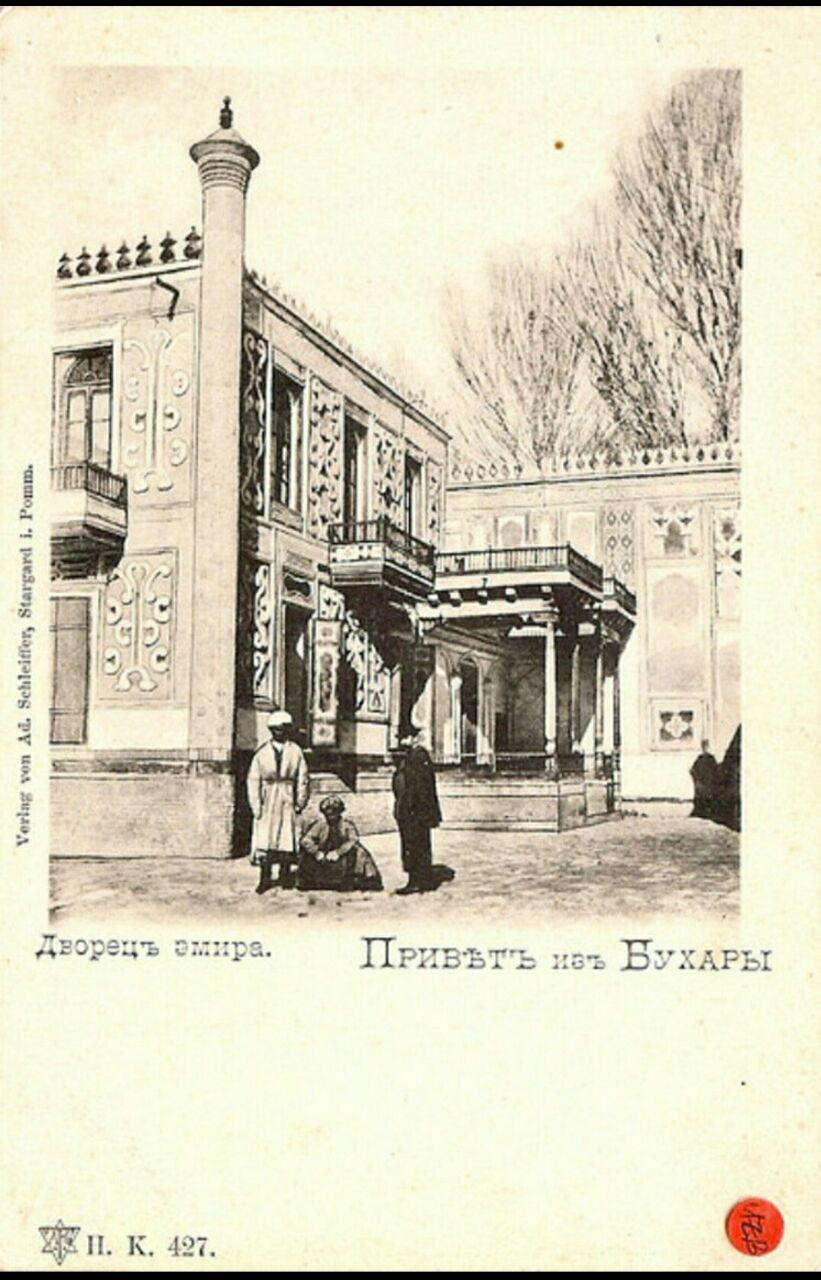
Palais de Shirbudun
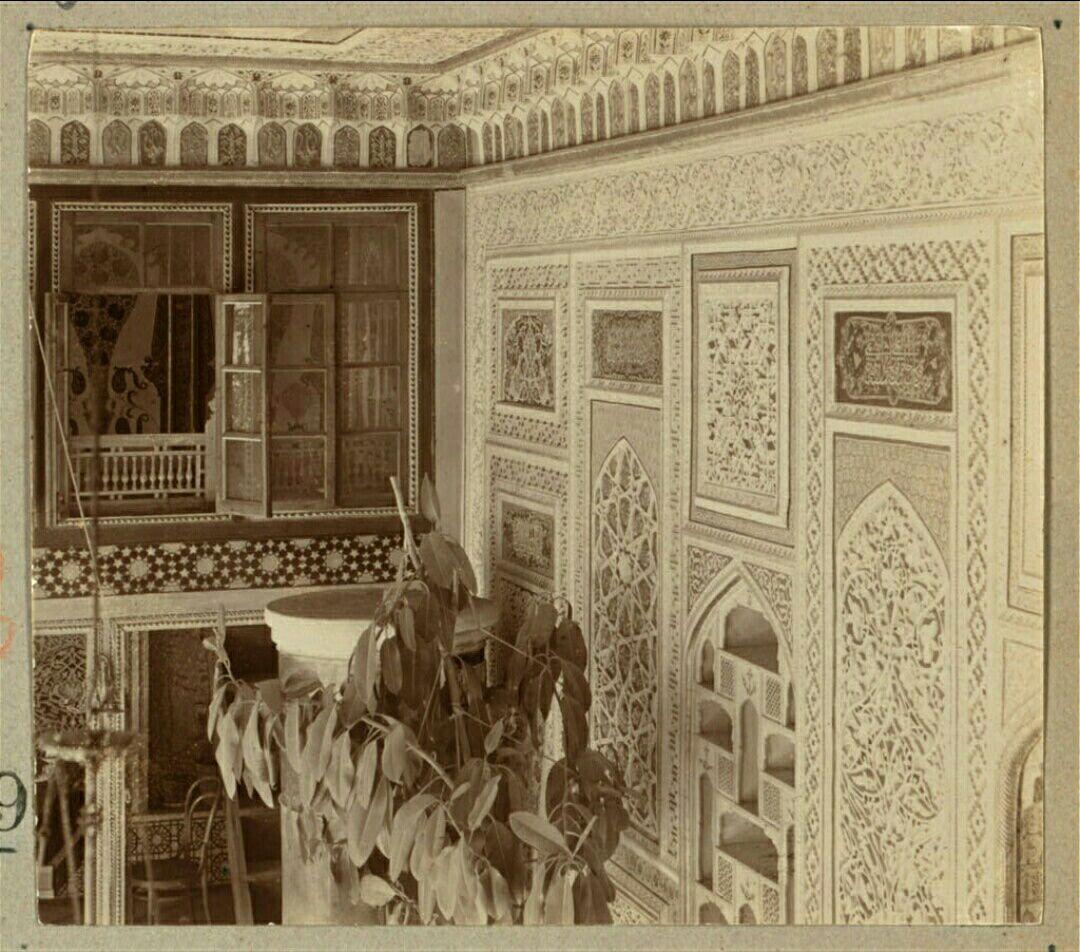
Palais de Shirbudun
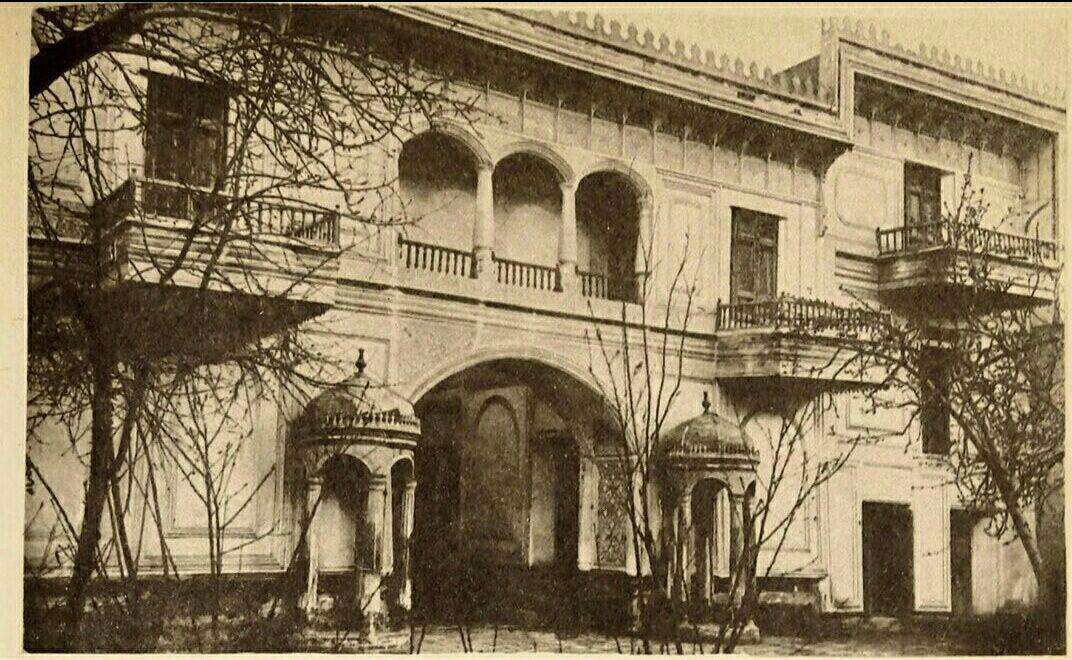
Palais de Shirbudun
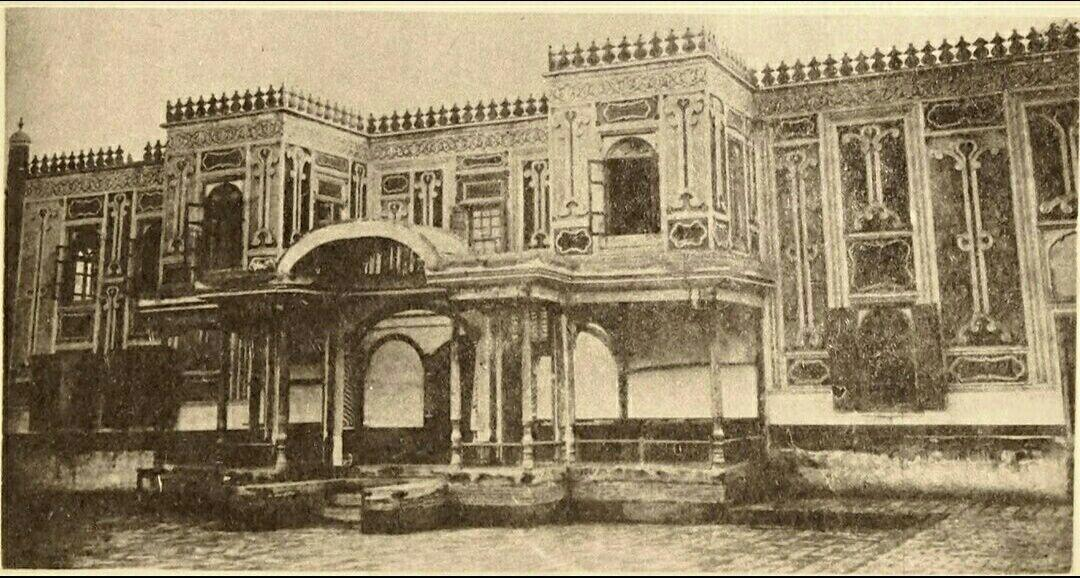
Palais de Shirbudun
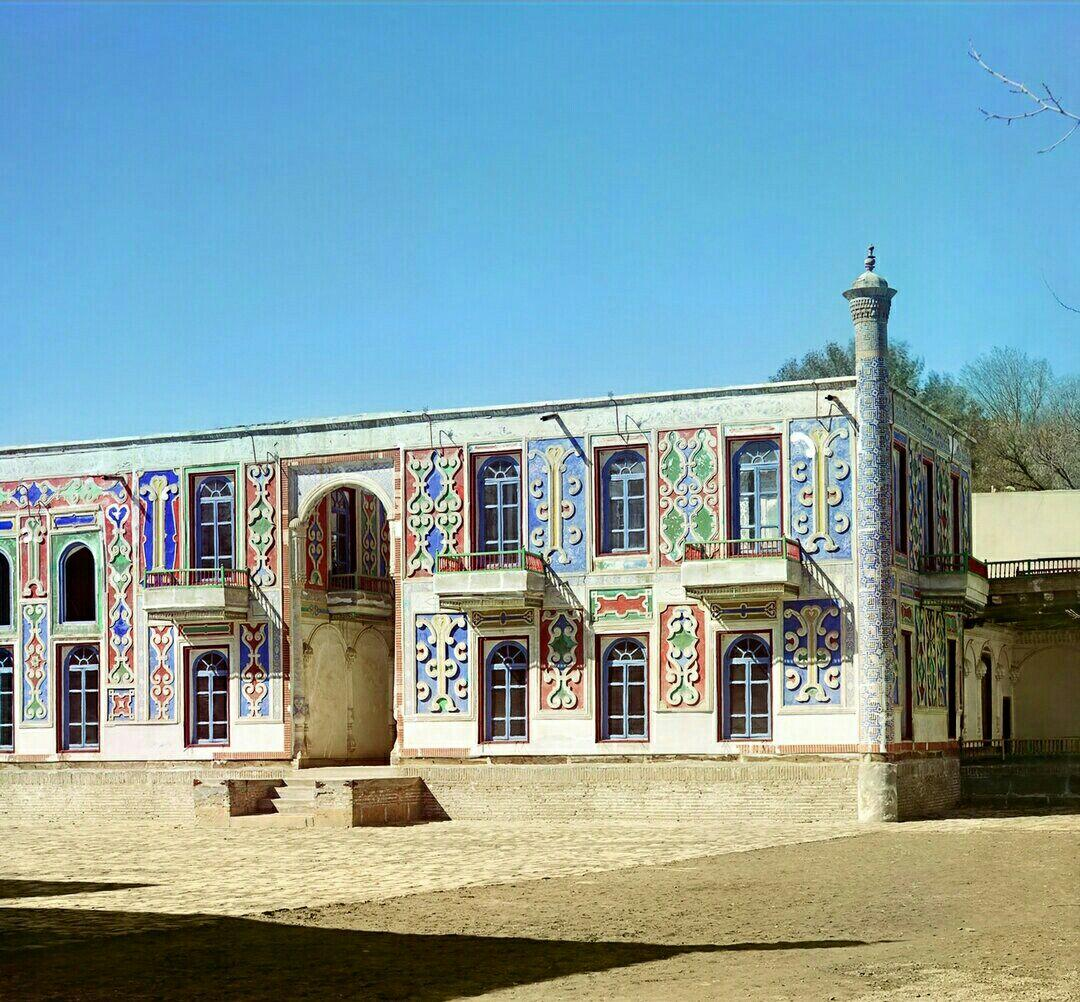
Palais de Shirbudun
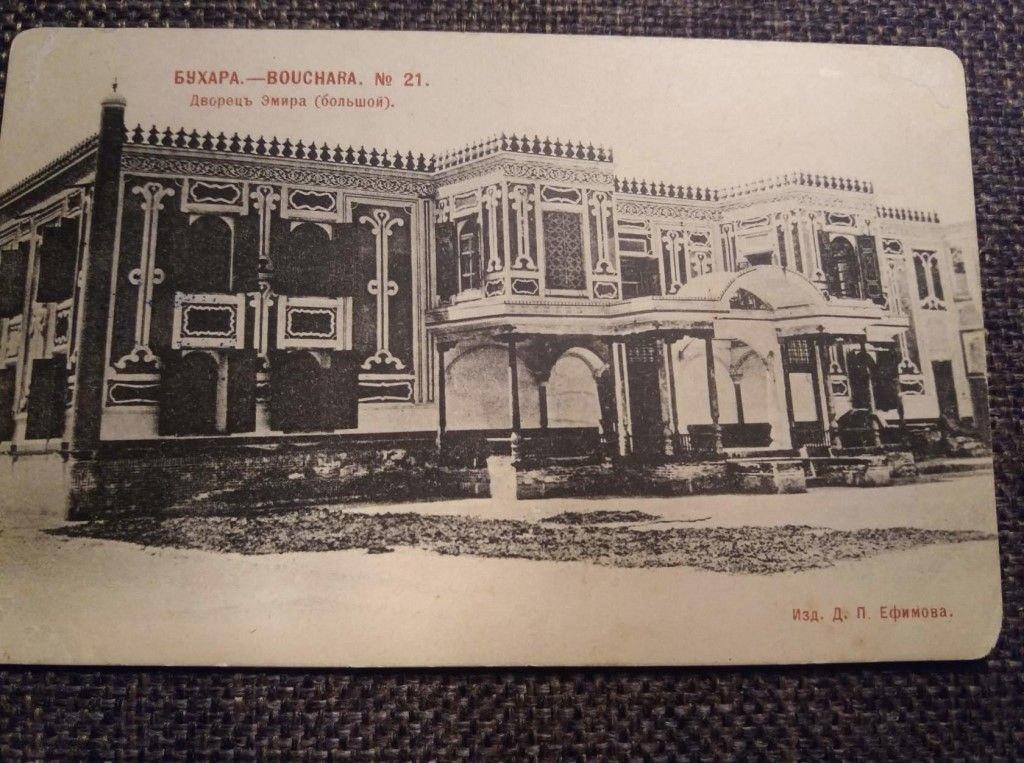
Palais de Shirbudun
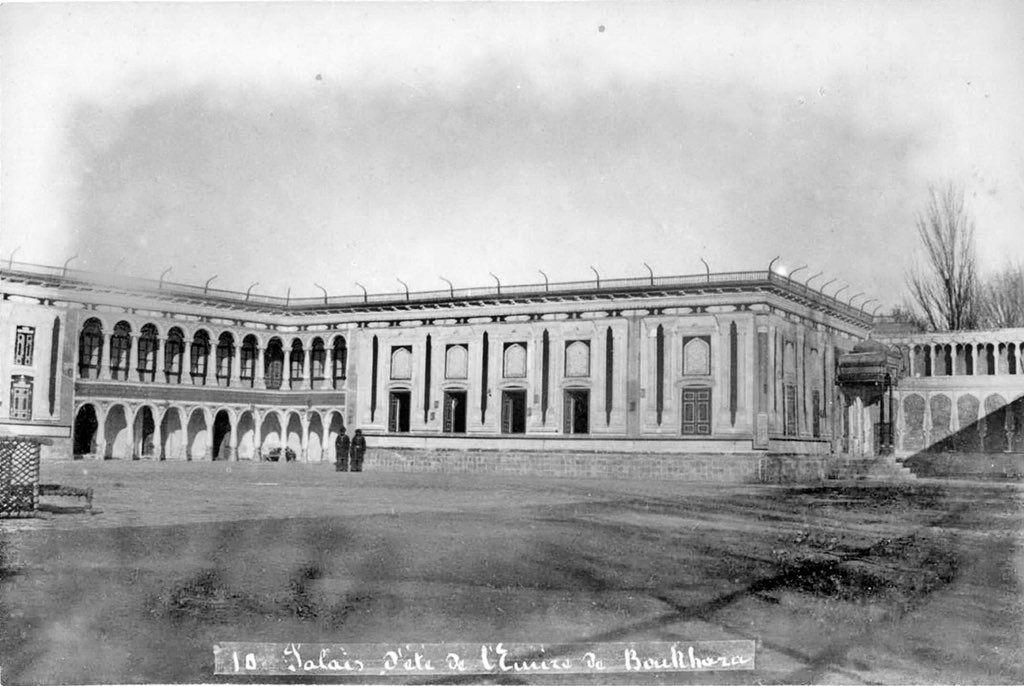
Palais de Shirbudun
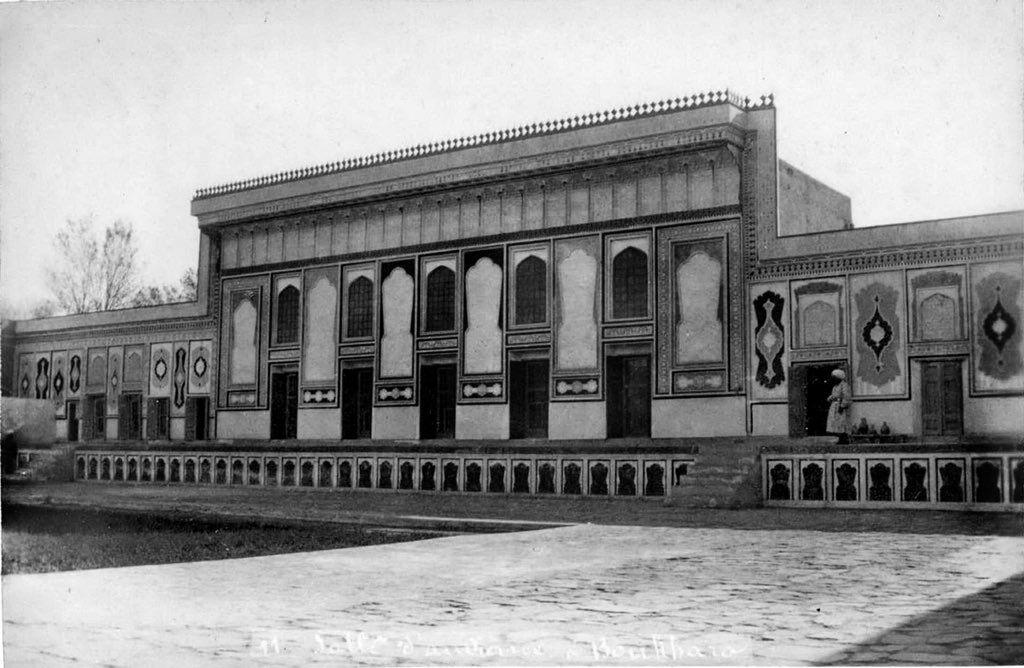
Palais de Shirbudun
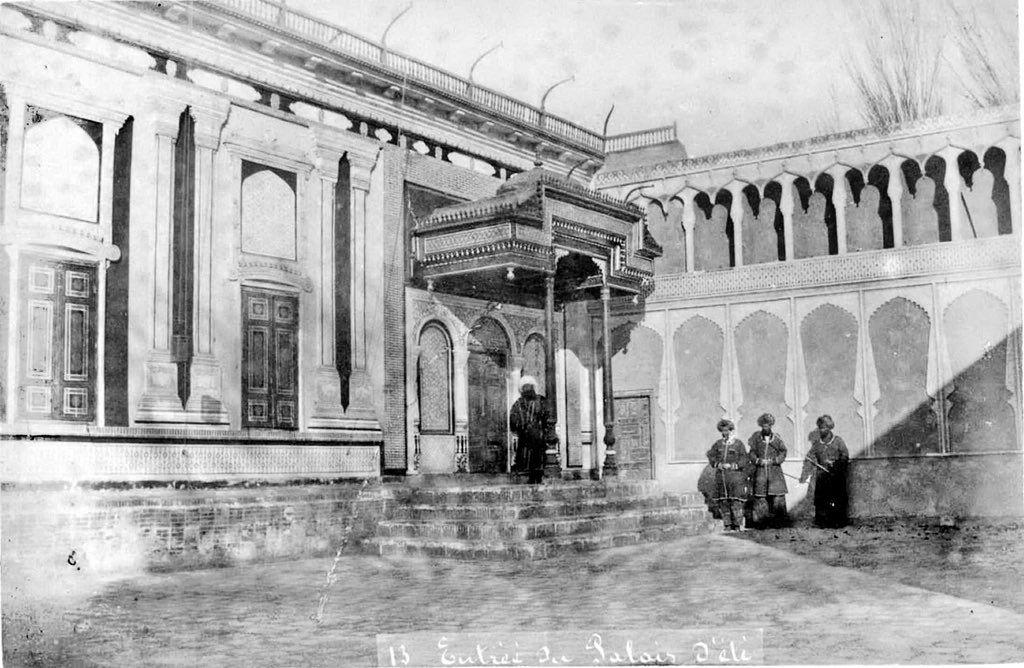
Palais de Shirbudun
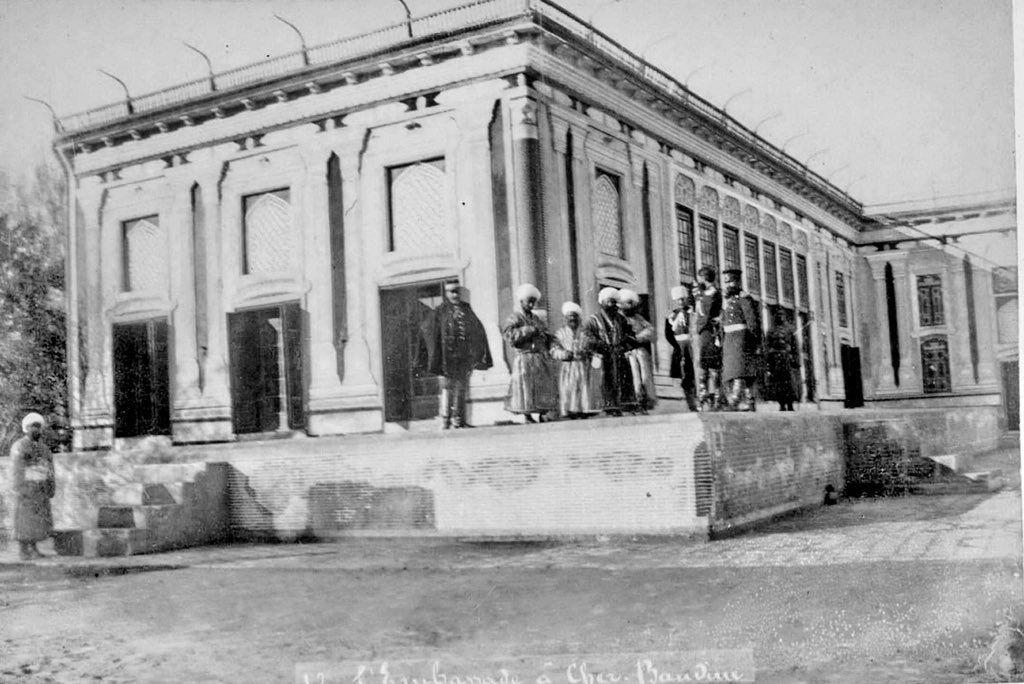
Palais de Shirbudun
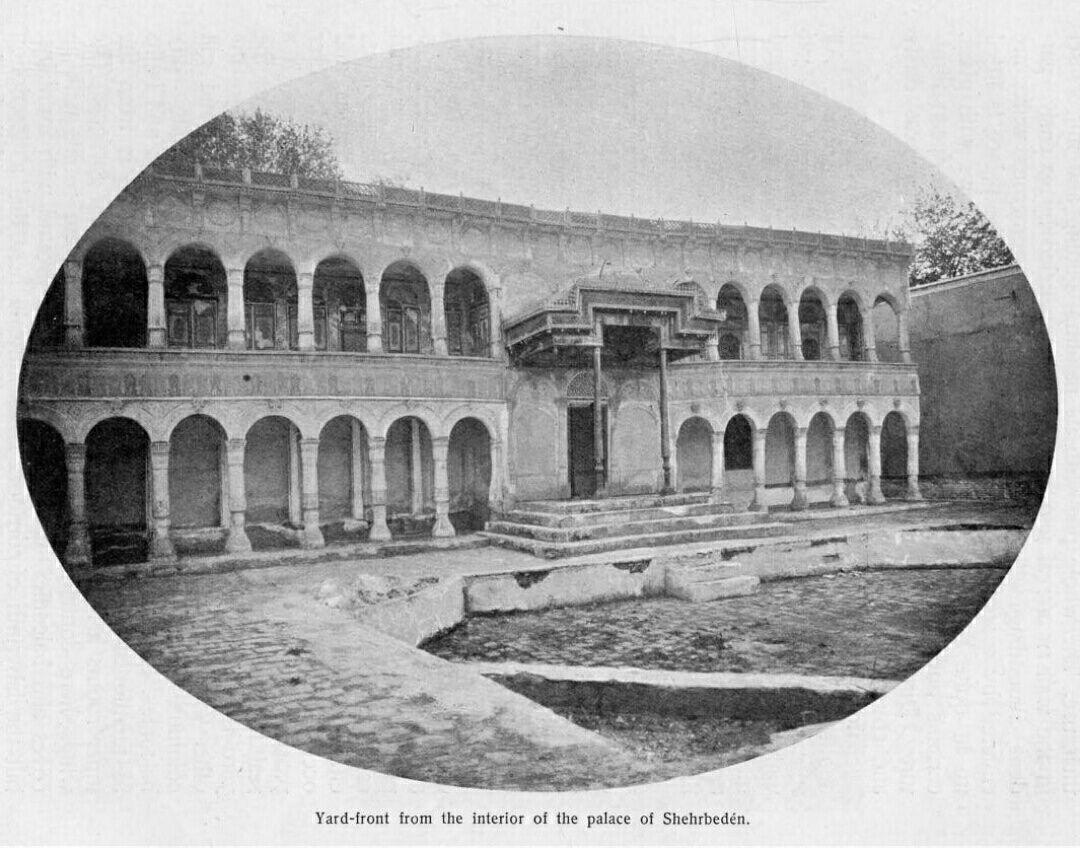
Palais de Shirbudun

## Littérature

### Littérature scientifique
- Rempel LI Loin et proche. Tachkent : Maison d'édition de littérature et d'art du nom de Gafur Gulam, 1981 - page 304.
- Sayfullayeva R, Mengliyev. Langue littéraire ouzbèke moderne. Tachkent : Science et Technologie, 2010 - 200 pages.
- Abdirashidov Z. Bibliographie annotée des documents du Turkestan dans le journal Tarzhuman, Tokyo, 2011 - page 232.

### Sources historiques
- Mirza Salimbek. Tarikh-i Salimi (Source sur l'histoire de l'émirat de Boukhara). Traduction du persan par NK Norkulov. Tachkent : Académie, 2009 - page 330.
- Mohammed Ali Baljuvani. L'histoire est inutile. Auteurs de la traduction de la langue tadjike, introduction et commentaires Sh. Vahidov, Z. Choriev.. Tachkent : Académie, 2001 - 122 pages.

### Souvenirs
- Shubinsky PP Essais sur Boukhara. Bulletin historique. Tome XLIX. Saint-Pétersbourg : Saint-Pétersbourg, 1892 - page 118.
- Dmitriev-Kavkazsky LE En Asie centrale Notes d'un artiste. Saint-Pétersbourg : Publications d'AF Devriena, 1894 - 116 pages.
- Ole Olufsen, l'émir de Boukhara et de son pays ; Voyages et études à Boukhara (Avec un chapitre sur mon voyage sur l'Amou daria jusqu'à Khiva). Gyldendalske Boghanel, Nordisk Forlag Copenhague Londres : William Heinemann, 1911 - page 599.
- Ainy S. Huit volumes d'ouvrages Volume VII "Mémoires" Partie IV. Traduction du tadjik par Abdulla Khakimov. Tachkent : Maison d'édition littéraire, 1966 - 240 pages.

### Articles scientifiques
- Mirza Abdulazim Sami. Histoire des sultans Manghit ou le déni du khanat de Boukhara. Traduction du persan-tadjik par Ilkhom Sultanov ; Magazine étoile de requin. Tachkent.
- Bagayev U. Shirbudun palais de l'émir de Boukhara. "Journal des leçons de l'Imam Bukhari". Tachkent.